# Mario Maffucci
Mario Maffucci (Roma, 31 marzo 1939) è un giornalista, autore televisivo e dirigente televisivo italiano.

## Gli inizi
È stato assunto dalla Rai nel 1968 con l'incarico di realizzare programmi pomeridiani  per ragazzi con format innovativi: trasmissioni scientifiche e culturali a carattere divulgativo (per esempio, 200 puntate di news su Spazio, Giro del mondo in 7 TV, Ghana, Il Pianeta dei Dinosauri). 

## Anni settanta
Idea e conduce, insieme a Marco Zavattini, Apriti Sabato (regia di Luigi Martelli), che fa tendenza e dura 5 anni (1977-1982).

## Anni ottanta
Nel 1980 passa alla Rete 1, destinato al settore dello spettacolo. In questa area approda attraverso un percorso di televisione di "attualità e costume", fatto di trasmissioni di impegno sociale e culturale (che conduce anche in video) tra le quali Droga, che fare? (1981-82), il primo programma ad occuparsi di assistenza ai tossicodipendenti, condotto insieme a Piero Badaloni. "Droga, che fare?" nel 1983 diventa un libro con la presentazione del Presidente della Repubblica Sandro Pertini.
A 48 anni, nel 1987, diviene Capo Struttura della Rete 1, trovandosi nel 1987 a capo della complessa macchina dei grandi programmi di varietà come responsabile dello Spettacolo e dei “Grandi Eventi”, incarico che manterrà fino al 2000. È sua l'idea di affidare la conduzione di Fantastico 8 ad Adriano Celentano (1987).
Dal 1982 contribuisce al rilancio del Festival di Sanremo (in squadra con Gianni Ravera, Carlo Bixio, Adriano Aragozzini e Pippo Baudo). Nel 1984 tratta il palcoscenico con gli operai del Italsider in sciopero.
Realizza alcuni concerti ed anteprime mondiali: su Rai 1 dal 1987 al 1991 si susseguono gli spettacoli di Madonna (due concerti di cui il primo a Torino nel 1987), Prince (Dortmund nel 1988), Pink Floyd a Venezia (1989), Lucio Dalla, Gianni Morandi, Vasco Rossi, Claudio Baglioni, per la prima volta in tv allo Stadio Olimpico (1990-1991).
Nel 1987, con Donna sotto le stelle (ideata da Anna Ferretti), è sua l'idea di lanciare la grande moda, con le più prestigiose firme del Made in Italy in cornici d'eccezione della Roma notturna su passerelle disegnate da noti architetti dell'italian design (per esempio Paolo Portoghesi): prima da Piazza di Spagna (1986-1992), poi da Piazza Navona (1993) e infine da Piazza del Popolo (1996), porta in passerella l'eccellenza dello stile italiano (Giorgio Armani, Valentino, Gianni Versace, Dolce&Gabbana, Gianfranco Ferré, Fendi). Calcano il palcoscenico top model come Carla Bruni, Claudia Schiffer, Naomi Campbell, Cindy Crawford, Hélène Christensen, Na Dece, Linda Evangelista, Giselle Bündchen. 
Collabora e gestisce l'idea televisiva di cabaret firmata da Pier Francesco Pingitore: Biberon (1987-89) che viene riproposto per alcuni anni in prima serata, il primo di altri titoli di successo.
Si occupa del restyling di Miss Italia (dal 1988 fino al 2000).

## Anni novanta
Il decennio si apre con la parodia de I promessi sposi (1990) in cinque puntate, ideata e realizzata al trio Marchesini, Lopez, Solenghi (trasmessa, per altro, poco dopo la riduzione televisiva del romanzo di Manzoni curata da Salvatore Nocita) e prosegue con: Creme Caramel (1990-92), Saluti e Baci (1993), Bucce di Banana (1994), titoli diventati cult con autore e regista Pier Francesco Pingitore.
Nel 1991 lancia il "game show" Scommettiamo che...?, con autore e regista Michele Guardin fino al 1995-96. In precedenza collabora alla sperimentazione di Europa Europa (1988-90).
Nel 1992 porta in campo la Partita del Cuore della Nazionale Cantanti, animata da Mogol, Eros Ramazzotti e Gianni Morandi e resa operante da Gianluca Pecchini (tuttora in palinsesto).
Con il Pavarotti & Friends (dal 1992 fino al 20000) coniuga il pop e il rock dei nostri giorni con duetti fra personalità artistiche molto diverse (Pavarotti con Bono, Michael Bolton, Zucchero Fornaciari, Ricky Martin, Sting, Irene Grandi, Elisa, Laura Pausini e altri che rimarranno nella storia dello spettacolo).
Nel 1994 è la volta degli “spettacoli della porta accanto” I cervelloni e Beato tra le donne, che proseguono nel 1995 con Per tutta la vita e Fantastica italiana.
Dal 1990 al 1995 c'è Renzo Arbore, con “Special” musicali (Murolo e Carosone) e un Contest tra la sua Orchestra Italiana e quella di Harry Connick Jr., ma soprattutto lo spettacolo Aspettando Sanremo in otto puntate (1990) e Caro Totò, ti voglio presentare... in quattro (1992). Nel 1995 Beppe Grillo si affida a lui per due show in prima serata, che sono La bandiera dei professori nel nuovo Consiglio di Amministrazione. 
Ha puntato su "la musica pop nelle piazze d'arte": un esempio per tutti è Te voio bene assaie (1996), l'annuale omaggio a Caruso dalla Piazza del Plebiscito di Napoli, condotto da Isabella Rossellini.
Tra i grandi eventi musicali merita una nota lo storico incontro del 27 settembre 1997 a Bologna, in preparazione del Giubileo, tra Giovanni Paolo II, artisti del circuito musicale internazionale e 400 000 giovani. Nel cast d'eccezione Bob Dylan, Adriano Celentano, Andrea Bocelli, Michel Petrucciani, Lucio Dalla, Gianni Morandi. Lo show viene trasmesso in mondovisione da Rai 1.
Diviene in prima persona Direttore artistico del Festival di Sanremo, incarico che manterrà dal 1997 al 2000: Mike Bongiorno, Piero Chiambretti con Valeria Marini nel 1997; Raimondo Vianello con Eva Herzigová e Veronica Pivetti nel 1998; e Fabio Fazio on Laetitia Casta, il premio Nobel Renato Dulbecco, Gorbaciov e Pavarotti nel 1999 e 2000.
Nel 1998 ebbe la nomina a Vice-direttore di Rai 1.

## Anni duemila: dopo gli anni in Rai
Ha lasciato la Rai nel marzo del 2000 per lavorare da libero professionista come consulente nell'area dell'informazione, della creatività e della produzione multimediale.
Ha svolto per due anni dal 2003-2004 l'incarico di docente presso la Nuova Università del Cinema e della Televisione in Cinecittà a Roma.
È ideatore di un Laboratorio di Tivù per le attività giovanili del Comune di Bologna nel 2004 e 2005.
Con la Società Polivideo ha curato l'ideazione e la produzione di format originali. È stato consulente per Regione Veneto e per Regione Calabria in alcuni progetti di promozione del territorio e per la trasmissione settimanale di Rai Educational Tv Talk 2007-2008, trasformando un format di telescuola in un vero e proprio talk show.
Nel 2018 porta il Sand Nativity di Jesolo, il noto e artistico Presepe di Sabbia (curato dal 2002), sotto l'obelisco di Piazza San Pietro.
Nel 2025 pubblica la sua biografia "Samurai. Le avventure di un Forrest Gump della tv dietro le quinte del potere", edito da Fuoriscena (Solferino), intervistato da Andrea Scarpa.

## Vita privata
Vive a Roma, sposato con due figli, Matteo, il cantante degli Zero Assoluto, e Francesca. Ha poi due nipoti, Pietro e Leonardo.